# Hegemony (album)
Hegemony – dziesiąty album studyjny szwajcarskiego zespołu metalowego Samael wydany 13 października 2017 roku przez Napalm Records. Jest to pierwszy album nagrany bez wieloletniego basisty Masa, a zarazem ostatni nagrany z Makrem. Jest to również pierwszy album nagrany z Dropem i jedyny, na którym zagrał na gitarze basowej. Później przejął funkcje zwykłego gitarzysty. Jest to także pierwszy album wydany przez Napalm Records.

## Lista utworów
Autorem tekstów jest Vorph, muzykę napisał Xy z wyjątkiem utworu Helter Skelter, który jest coverem piosenki zespołu The Beatles.
1. "Hegemony" - 3:47
2. "Samael" - 3:58
3. "Angel of Wrath" - 3:29
4. "Rite of Renewal" - 4:31
5. "Red Planet" - 3:58
6. "Black Supremacy" - 3:50
7. "Murder or Suicide" - 4:03
8. "This World" - 3:52
9. "Against All Enemies" - 4:31
10. "Land of the Living" - 4:12
11. "Dictate of Transparency" - 3:58
12. "Helter Skelter (The Beatles cover) - 3:26

Utwory dodatkowe:
1. "Storm of Fire" - 4:11

## Twórcy
- Vorph – wokal, gitara elektryczna;
- Makro – gitara elektryczna;
- Drop – gitara basowa;
- Xy – automat perkusyjny, instrumenty klawiszowe, produkcja;